# Friedrich Martiny
Carl Friedrich Wilhelm Peter Martiny (* 10. August 1819 in Liebsen, Landkreis Sagan in Niederschlesien; † 7. April 1897 in Danzig) war ein deutscher Jurist, Richter und Rechtsanwalt. Er war von Mai 1848 bis Mai 1849 Mitglied der Frankfurter Nationalversammlung und von 1861 bis 1862 Mitglied des Preußischen Abgeordnetenhauses.

## Leben
Martiny wurde als Sohn eines königlich preußischen Leutnants und Gutsbesitzers geboren. Er studierte ab 1838 Rechtswissenschaften an den Universitäten in Breslau und Heidelberg. Bis 1845 war er Referendar und Assessor am Obergericht in Frankfurt an der Oder. Von 1845 bis 1847 war Martiny Vertreter des Land- und Stadtrichters in Putzig und von 1847 bis 1849 war er selbst Land- und Stadtrichter in Friedland.
Als solcher wurde er im Wahlkreis 21, er umfasste den Landkreis Schlochau in der Provinz Preußen, als Abgeordneter in die Frankfurter Nationalversammlung gewählt. Ab dem 18. Mai 1848 wird er als Mitglied des Parlamentes in der Frankfurter Paulskirche geführt. Er schloss sich der äußersten Linken, dem Märzverein, an und votierte bei Abstimmungen mit der Fraktion Donnersberg. Bei der Wahl von Friedrich Wilhelm IV. von Preußen zum Kaiser der Deutschen stimmte er gegen den Vorschlag. Über eine Mitarbeit von ihm in Ausschüssen gibt es keine Angaben. Schon seit September 1848 war er als Redakteur der Neuen Deutschen Zeitung in Frankfurt am Main tätig. Bis zum 30. Mai 1849 wird er als Abgeordneter der Frankfurter Nationalversammlung geführt. Im Juni 1849 war Martiny noch kurzzeitig Mitglied des in Stuttgart tagenden Rumpfparlaments.
1849 wurde Martiny zum Bezirksrichter in Friedland ernannt. Von Mai bis Juni 1849 nahm er am Pfälzischen Aufstand, als Gesandter des pfälzischen Landesverteidigungsausschusses und der provisorischen pfälzischen Regierung in Karlsruhe, teil. Im Juni 1849 war er Schriftführer im Club des entschiedenen Fortschritts in Karlsruhe. Ab Dezember 1849 wurde er wegen Hochverrats für 19 Monate in Görlitz und Konitz in Untersuchungshaft genommen. Erst 1851 erfolgte sein Freispruch durch das Schwurgericht in Konitz.
Von 1851 bis 1852 wurde Martiny zum Bezirksrichter in Marienwerder ernannt und 1852 zum Kreisrichter im ostpreußischen Kaukehmen. Noch im selben Jahr, bis 1868, ließ er sich dort als Rechtsanwalt nieder. 1861 wurde er im Wahlkreis Memel-Heydekrug für die Deutsche Fortschrittspartei in das Preußische Abgeordnetenhaus gewählt. Stark von den Ideen Ferdinand Lassalles beeinflusst, konnte er in seiner Partei keine Mitstreiter für dessen Politik gewinnen. Daraufhin legte er am 10. Februar 1862 sein Mandat nieder. Seit 1863 war er Bevollmächtigter des Allgemeinen Deutschen Arbeitervereins in Ostpreußen.
Von 1868 bis zu seinem Tod arbeitete Martiny nun als Rechtsanwalt sowie Notar in Danzig und erhielt den Titel eines Justizrates. Seit 1879 war er Vorsitzender der Westpreußischen Anwaltskammer in Danzig und führte auch den Vorsitz im Danziger Ehrenrat der Anwälte. Friedrich Martiny starb am 7. April 1897, im Alter von 77 Jahren, in Danzig.